# غراهام هارفي (لاعب كرة قدم)
غراهام هارفي (بالإنجليزية: Graham Harvey)‏ هو لاعب كرة قدم ومدرب كرة قدم بريطاني، ولد في 11 فبراير 1984.